# Ernst Horadam
Ernst Horadam (* 4. Juli 1883 in München; † 23. Oktober 1956) war ein deutscher Offizier, Führer des Freikorps Oberland und SA-Obersturmbannführer.

## Leben und Wirken
Der Sohn eines Oberleutnants trat am 5. Juli 1904 als Fähnrich in das 2. Infanterie-Regiment „Kronprinz“ der Bayerischen Armee ein. Am 8. März 1906 wurde er Leutnant in der 8. Kompanie des Regiments und am 25. August 1913 Oberleutnant in der 2. Kompanie. Von 1914 bis 1918 nahm er am Ersten Weltkrieg teil. Am 19. Mai 1916 erfolgte seine Beförderung zum Hauptmann im II. Bataillon.
Im April 1919 übernahm er die Führung des Freikorps Oberland. Im April 1920 führte er als Kommandeur das VI. Bataillon (Oberland) des Zeitfreiwilligenkorps der Schützenbrigade 21 deren Einsatz gegen die Rote Ruhrarmee im Ruhrgebiet. Von Mai–Juli 1921 war er als Kommandeur des Freikorps Oberland maßgeblich für die Erstürmung des Annaberges (Wahrzeichen und Heiligtum Oberschlesiens) im 3. polnischen Aufstand verantwortlich. Für die aktiven Beteiligten an den Kämpfen des 21. Mai 1921 stiftete er zur 10-jährigen Wiederkehr das Annaberg-Kreuz.
Das Freikorps Oberland wandelte sich nach verordneter Auflösung in den Bund Oberland um. Ende 1921 wurde Horadam Mitglied der Bundesführung des Bundes Oberland und 1922 stellvertretender Geschäftsleiter. Ab Juli 1922 war er Leiter der Finanzabteilung des Bundes Oberland und Leiter der Oberland-Landesstelle für Schwaben und Niederbayern. Am 15. März 1923 wurde Horadam zusammen mit Beppo Römer aus dem Bund Oberland ausgeschlossen, da sie ohne Wissen der Bundesleitung (nach der Verkündung des passiven Widerstandes im Januar 1923 durch die Reichsregierung) zu Sonderaktionen und aktiven Widerstand gegen die Besetzung des Ruhrgebietes durch die Franzosen aufgerufen hatten. Der Bundesehrenrat warf ihnen „schwere Pflichtverletzung und unkameradschaftliches Verhalten“ vor. Beide gerieten schon bald in Gegensatz zur Bundesleitung und zum neuen Kurs unter Friedrich Weber, was wahrscheinlich diesen Ausschluss beschleunigte.
1925 wurde er Mitglied in Ludwig Oestreichers (ehemals Führer der 1. Kompanie/Freikorps Oberland) Bataillon „Alt-Oberland“ und 1929 außerordentliches Mitglied im Wehrverband „Wehrwolf“. Zum 1. Mai 1933 trat er der NSDAP bei (Mitgliedsnummer 3.203.274). Ab 1935 war er SA-Obersturmbannführer und Stabsführer der SA-Brigade Unterfranken. Am 3. Dezember 1939 wurde er Major bei der Frontsammelstelle G in Gerolstein, im Oktober 1942 wurde er zum Kriegsgefangenen-Arbeits-Bataillon 184 abkommandiert. Am 1. Februar 1943 erfolgte seine Beförderung zum Oberstleutnant z.V. Im April 1943 war er im Stab des Kriegsgefangenen-Arbeits-Bataillons 184 tätig.